# Кузнецовське сільське поселення (Гірськомарійський район)
Кузнецо́вське сільське поселення (рос. Кузнецовское сельское поселение) — муніципальне утворення у складі Гірськомарійського району Марій Ел, Росія. Адміністративний центр — село Кузнецово.

## Населення
Населення — 1701 особа (2019, 2100 у 2010, 2485 у 2002).

## Склад
До складу поселення входять такі населені пункти:
| Населений пункт               | Населення, осіб (2002) | Населення, осіб (2010) |
| ----------------------------- | ---------------------- | ---------------------- |
| Апшак-Пеляк, присілок         | 146                    | 129                    |
| Великий Серманангер, присілок | 163                    | 146                    |
| Вякшлап, присілок             | 12                     | 9                      |
| Етюково, присілок             | 18                     | 11                     |
| Заовражні Юл'яли, присілок    | 157                    | 114                    |
| Кожланангер, присілок         | 93                     | 96                     |
| Красна Горка, присілок        | 117                    | 98                     |
| Кузнецово, село               | 331                    | 309                    |
| Кукшиліди, присілок           | 82                     | 56                     |
| Наумово, присілок             | 83                     | 82                     |
| Нікішкино, присілок           | 29                     | 26                     |
| Паулкіно, присілок            | 80                     | 65                     |
| Сараново, присілок            | 110                    | 102                    |
| Сауткіно, присілок            | 107                    | 72                     |
| Токарі, присілок              | 187                    | 135                    |
| Томілкіно, присілок           | 44                     | 45                     |
| Тюмакаєво, присілок           | 45                     | 38                     |
| Тюманово, присілок            | 71                     | 59                     |
| Шерекей, присілок             | 157                    | 128                    |
| Шунангер, присілок            | 162                    | 130                    |
| Юл'яли, село                  | 175                    | 137                    |
| Яшпатрово, присілок           | 115                    | 113                    |